# Parafia Najświętszej Maryi Panny Królowej Polski w Olszance
Parafia Matki Bożej Królowej Polski w Olszance – parafia rzymskokatolicka, znajdująca się w diecezji tarnowskiej, w dekanacie Stary Sącz.